# Еколого-економічні інструменти
Еко́лого-економі́чні інструме́нти — засоби (методи, заходи, важелі) впливу на фінансовий стан економічних суб'єктів з метою орієнтації їх діяльності в екологічно сприятливому напрямі. Найчастіше в літературі називають такі їх форми: податки, мита, платежі, штрафи, кредити, виплати, прискорена амортизація, цінові інструменти, ринкові обмеження, премії, страхування.